# A Place to Bury Strangers (álbum)
A Place to Bury Strangers es el álbum debut de la banda neoyorquina de noise rock A Place to Bury Strangers (APTBS).
La mayoría de las canciones fueron grabadas entre los años 2004 y 2006 y lanzadas como EP que se vendían en los conciertos.

## Lista de canciones
| N.º    | Título                         | Duración |  |
| 1.     | «Missing You»                  | 3:56     |  |
| 2.     | «Don't Think Lover»            | 3:27     |  |
| 3.     | «To Fix the Gash In Your Head» | 3:53     |  |
| 4.     | «The Falling Sun»              | 5:21     |  |
| 5.     | «Another Step Away»            | 4:11     |  |
| 6.     | «Breathe»                      | 3:44     |  |
| 7.     | «I Know I'll See You»          | 4:09     |  |
| 8.     | «She Dies»                     | 3:51     |  |
| 9.     | «My Weakness»                  | 2:43     |  |
| 10.    | «Ocean»                        | 6:03     |  |
| 57 min |                                |          |  |

| Ediciones Europea y Japonesa |                    |          |  |
| N.º                          | Título             | Duración |  |
| 11.                          | «Never Going Down» |          |  |
| 12.                          | «Get On»           | 2:43     |  |
| 13.                          | «Run Around»       | 2:26     |  |
| 14.                          | «Half Awake»       | 4:08     |  |
| 15.                          | «Sunbeam»          | 6:46     |  |

## Curiosidades
- La canción To Fix The Gash In Your Head aparece en el álbum Lights In The Sky de Nine Inch Nails.

- Datos: Q4658890